# Falls of the Bruar
Falls of the Bruar är ett vattenfall i Storbritannien.   Det ligger i kommunen Perth and Kinross och riksdelen Skottland, i den norra delen av landet, 600 km norr om huvudstaden London. Falls of the Bruar ligger 156 meter över havet.
Terrängen runt Falls of the Bruar är huvudsakligen lite kuperad. Falls of the Bruar ligger nere i en dal.  Trakten runt Falls of the Bruar är nära nog obefolkad, med mindre än två invånare per kvadratkilometer. Närmaste större samhälle är Pitlochry, 13,9 km sydost om Falls of the Bruar. I omgivningarna runt Falls of the Bruar växer i huvudsak blandskog.